# Елізабет Мур
Елізабет Мур (англ. Elisabeth Moore; 5 березня 1876 — 22 січня 1959) — колишня американська тенісистка.
Перемагала на турнірах Великого шолома в одиночному, парному та змішаному парному розрядах.

## Фінали турнірів Великого шолома

### Одиночний розряд (4–5)
| Результат | Рік  | Турнір                     | Покриття | Суперниця            | Рахунок                 |
| --------- | ---- | -------------------------- | -------- | -------------------- | ----------------------- |
| Поразка   | 1892 | Національний чемпіонат США | Трава    | Мейбл Кегілл         | 7–5, 3–6, 4–6, 6–4, 2–6 |
| Перемога  | 1896 | Національний чемпіонат США | Трава    | Джульєтт Аткінсон    | 6–4, 4–6, 6–2, 6–2      |
| Поразка   | 1897 | Національний чемпіонат США | Трава    | Джульєтт Аткінсон    | 3–6, 3–6, 6–4, 6–3, 3–6 |
| Перемога  | 1901 | Національний чемпіонат США | Трава    | Міртл Макатір        | 6–4, 3–6, 7–5, 2–6, 6–2 |
| Поразка   | 1902 | Національний чемпіонат США | Трава    | Маріон Джонс-Фарквар | 1–6, 0–1 retired        |
| Перемога  | 1903 | Національний чемпіонат США | Трава    | Маріон Джонс-Фарквар | 7–5, 8–6                |
| Поразка   | 1904 | Національний чемпіонат США | Трава    | Мей Саттон           | 1–6, 2–6                |
| Перемога  | 1905 | Національний чемпіонат США | Трава    | Мей Саттон           | default                 |
| Поразка   | 1906 | Національний чемпіонат США | Трава    | Гелен Гоманс         | default                 |

### Парний розряд (2–3)
| Результат | Рік  | Турнір                     | Покриття | Партнерка            | Суперниці                       | Рахунок         |
| --------- | ---- | -------------------------- | -------- | -------------------- | ------------------------------- | --------------- |
| Поразка   | 1895 | Національний чемпіонат США | Трава    | Емі Вільямс          | Джульєтт Аткінсон Гелен Гелвіґ  | 2–6, 2–6, 10–12 |
| Перемога  | 1896 | Національний чемпіонат США | Трава    | Джульєтт Аткінсон    | Аннабелла Вістар Емі Вільямс    | 6–4, 7–5        |
| Поразка   | 1901 | Національний чемпіонат США | Трава    | Маріон Джонс-Фарквар | Джульєтт Аткінсон Міртл Макатір | default         |
| Перемога  | 1903 | Національний чемпіонат США | Трава    | Каррі Нілі           | Міріам Голл Маріон Джонс        | 6–4, 6–1, 6–1   |
| Поразка   | 1904 | Національний чемпіонат США | Трава    | Каррі Нілі           | Мей Саттон Міріам Голл          | 6–3, 3–6, 3–6   |

### Мікст (2 перемоги)
| Результат | Рік  | Турнір                     | Покриття | Партнер     | Суперник і суперниця               | Рахунок  |
| --------- | ---- | -------------------------- | -------- | ----------- | ---------------------------------- | -------- |
| Перемога  | 1902 | Національний чемпіонат США | Трава    | Вайлі Ґрант | Елізабет Расталл Елберт Л. Госкінс | 6–2, 6–1 |
| Перемога  | 1904 | Національний чемпіонат США | Трава    | Вайлі Ґрант | Мей Саттон Ф. Б. Даллас            | 6–2, 6–1 |